# Leptocereus ekmanii
Leptocereus ekmanii ist eine Pflanzenart in der Gattung Leptocereus aus der Familie der Kakteengewächse (Cactaceae). Das Artepitheton ekmanii ehrt den schwedischen Botaniker Erik Leonard Ekman.

## Beschreibung
Leptocereus ekmanii wächst strauchig mit niederliegenden bis halbaufrechten Zweigen und erreicht Wuchshöhen von bis zu 1 Meter. Die obersten Triebsegmente erreichen Durchmesser von 1 bis 2 Zentimeter. Es sind bis zu sieben auffällig gekerbte Rippen vorhanden. Die darauf befindlichen Areolen sind braun befilzt. Die ausdauernden bräunlichen Dornen sind an ihrer Basis verdickt. Der einzelne kräftige Mitteldorn ist bis zu 5 Zentimeter oder mehr lang. Die bis zu zehn nadeligen Randdornen erreichen eine Länge von bis zu 4 Zentimeter.
Die stieltellerförmigen gelben Blüten erscheinen oft in Gruppen an den Triebspitzen. Sie sind bis zu 4 Zentimeter lang. Ihr Perikarpell und die Blütenröhre sind mit rötlichen Dornen besetzt. Die Früchte sind dicht bedornt.

## Verbreitung und Systematik
Leptocereus ekmanii ist auf Kuba verbreitet. 
Die Erstbeschreibung als Cereus ekmanii erfolgte 1931 durch Erich Werdermann. Frederik Marcus Knuth stellte die Art 1936 in die Gattung Leptocereus.

## Nachweise